# Grub (Appenzell Rhodes-Extérieures)
Pour les articles homonymes, voir Grub.
Grub est une commune suisse du canton d'Appenzell Rhodes-Extérieures.

## Géographie

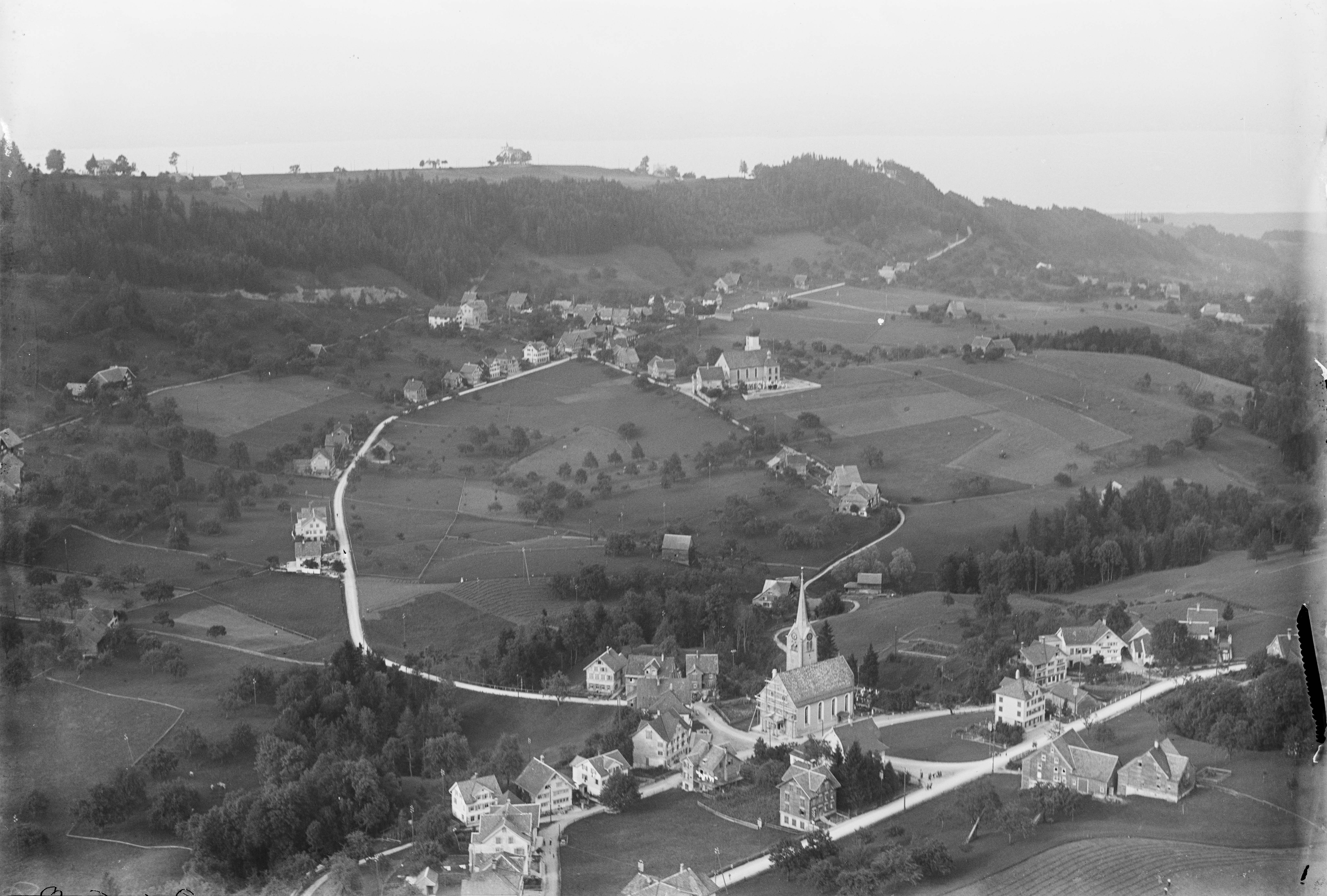
Vue aérienne de 300 m par Walter Mittelholzer (1923)

La commune de Grub s'étend sur 4,22 km2. 

## Démographie
Grub compte 971 habitants au 31 décembre 2023 pour une densité de population de 230 hab/km2. Sur la période 2010-2019, sa population a diminué de −0,4 % (canton : 4,6 % ; Suisse : 9,4 %).  